# Marcela Fabiana Passo
Marcela Fabiana Passo (Dolores, Argentina; 27 de septiembre de 1976) es una contadora pública y política argentina del partido Frente Renovador. Es Diputada de la Nación Argentina por Buenos Aires desde 2021.

## Biografía
Passo es contadora pública de la Universidad Nacional de La Plata, recibida en 2022.
En 2011 fue electa Intendenta del Partido de General Lavalle por el Frente para la Victoria, cargo que ejerció hasta 2015. Partido en que antes fue concejal y Jefa del gabinete comunal. Con 35 años, fue la primera mujer en ostentar ese cargo en el Partido.
En las Elecciones legislativas de 2015, fue electa Diputada de la Nación Argentina por Buenos Aires en el bloque Unidos por una Nueva Alternativa. Dejó de ser Diputada en 2019, pero fue reelecta en las Elecciones legislativas de 2021, esta vez en el pacto Frente de Todos.
En 2019, se presentó como candidata a Intendente de Lavalle, sin embargo perdió ante José Rodríguez Ponte.

## Historial electoral
|  | 51,55 % |

|  | 28,98 % |

|  | 40,66 % |

|  | 38,59 % |